# Lijst van gouverneurs en commissarissen van de Koning in Zuid-Holland
Dit is een lijst van gouverneurs en commissarissen van de Koning in Zuid-Holland. Eerstgenoemde titel werd in 1850 vervangen door de tweede.
| Termijn    | Naam                                                 | Leven     | Politieke kleur   |
| ---------- | ---------------------------------------------------- | --------- | ----------------- |
| 1814-1817  | jhr. Frédéric Auguste van Leyden van Westbarendrecht | 1768-1821 |                   |
| 1817-1844  | Frans-Adam graaf van der Duyn van Maasdam            | 1771-1848 | Gematigd liberaal |
| 1844-1846  | Johan Adriaan ridder van der Heim van Duivendijke    | 1791-1870 | Conservatief      |
| 1847-1848  | L.R. Gevaerts (waarnemer)                            |           |                   |
| 1848-1853  | Eugène Jean Alexander graaf van Bylandt              | 1807-1876 | Liberaal          |
| 1853-1862  | Johan Adriaan ridder van der Heim van Duivendijke    | 1791-1870 | Conservatief      |
| 1862-1871  | James Loudon                                         | 1824-1900 | Liberaal          |
| 1871-1900  | Cornelis Fock                                        | 1828-1910 | Liberaal          |
| 1900-1911  | Jacob Gerard Patijn                                  | 1836-1911 | Liberaal          |
| 1911-1928  | Emile Claude baron Sweerts de Landas Wyborgh         | 1852-1928 | ARP               |
| 1928-1942  | jhr. Herman Adriaan van Karnebeek                    | 1874-1942 | Liberaal          |
| 1943-1943  | Robert van Genechten                                 | 1895-1945 | NSB               |
| 1943-1945  | E.J.M.H. Bolsius (tijdelijk)                         | 1886-1952 | RKSP              |
| 1945-1945  | Bram Rutgers (waarnemer)                             | 1884-1966 | ARP               |
| 1945–1955  | Lodewijk Albert Kesper                               | 1892-1963 | VDB, VVD          |
| 1956–1972  | Jan Klaasesz                                         | 1907-1997 | PvdA              |
| 1972–1984  | Maarten Vrolijk                                      | 1919-1994 | PvdA              |
| 1984–1994  | Schelto Patijn                                       | 1936-2007 | PvdA              |
| 1994–1999  | Joan Leemhuis-Stout                                  | 1946 –    | VVD               |
| 1999–2000  | David Luteijn (waarnemer)                            | 1943-2022 | VVD               |
| 2000–2013  | Jan Franssen                                         | 1951–     | VVD               |
| 2014–2024  | Jaap Smit                                            | 1957–     | CDA               |
| 2024–heden | Wouter Kolff                                         | 1976–     | VVD               |

Drenthe · Flevoland · Friesland · Gelderland · Groningen · Limburg · Noord-Brabant · Noord-Holland · Overijssel · Utrecht · Zeeland · Zuid-Holland